# Hybos setosa
Hybos setosa är en tvåvingeart som beskrevs av Meijere 1911. Hybos setosa ingår i släktet Hybos och familjen puckeldansflugor. Inga underarter finns listade i Catalogue of Life.